# سفارة تونس لدى الأردن
سفارة تونس لدى الأردن هي البعثة الدبلوماسية لجمهورية تونس لدى المملكة الأردنية الهاشمية، وتقع بالعاصمة عمّان.